# Leptopelis aubryi
Espèce
Synonymes
- Hyla punctata Hallowell, 1855 "1854" nec Schneider, 1799
- Hyla aubryi Duméril, 1856
- Hylambates haugi Mocquard, 1902
- Nyctibates laevis Barbour, 1911
- Leptopelis buchholzi Ahl, 1929

Statut de conservation UICN

 LC  : Préoccupation mineure
Leptopelis aubryi est une espèce d'amphibiens de la famille des Arthroleptidae.

## Répartition
Cette espèce se rencontre dans le sud-est du Nigeria, au Cameroun, dans le Sud-Ouest  de la Centrafrique et dans le nord du Congo-Kinshasa.

## Description

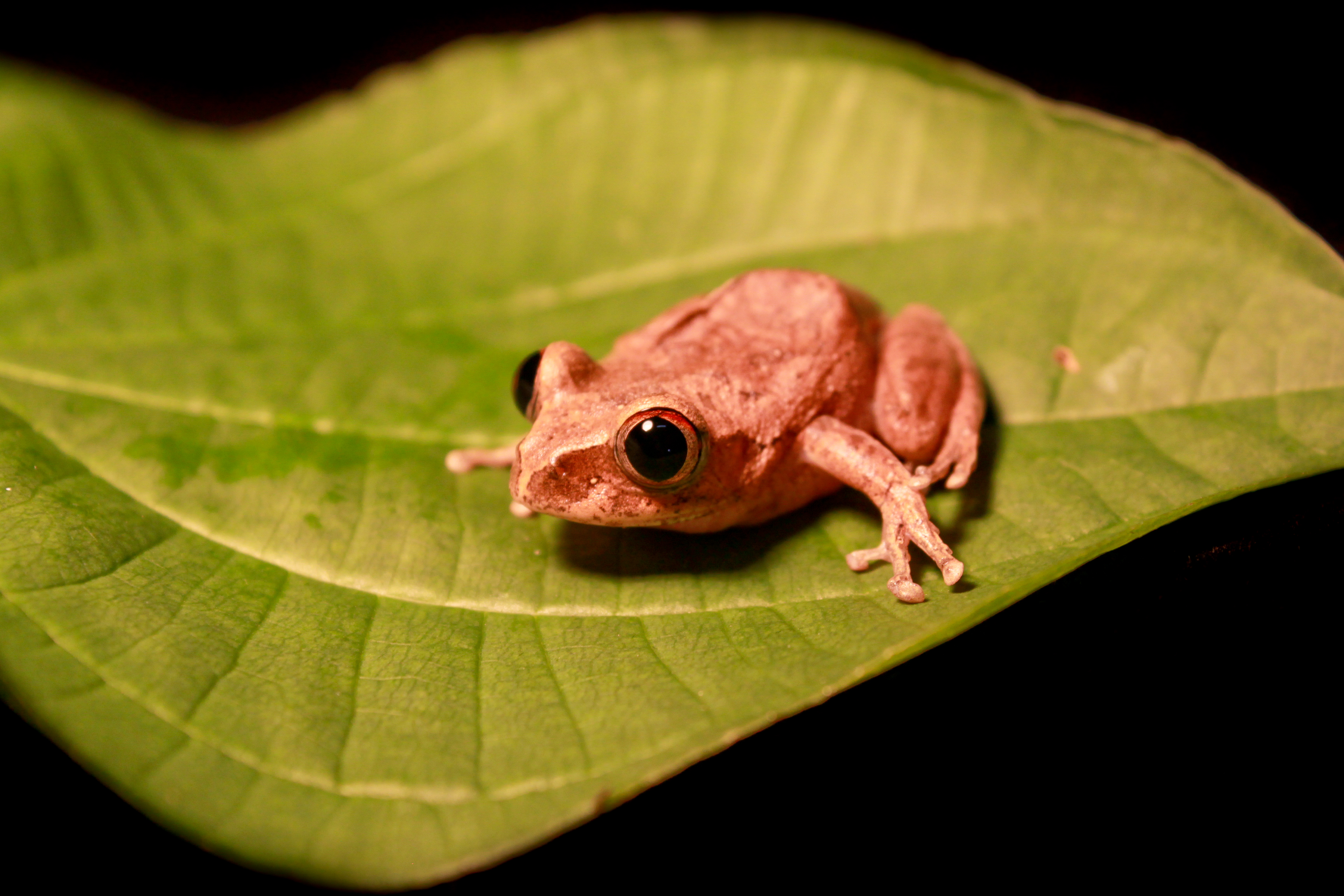
Leptopelis aubryi

Les mâles mesurent de 33 à 39 mm et les femelles de 44 à 54 mm.

## Étymologie
Cette espèce est nommée en l'honneur de Charles Eugène Aubry-Lecomte (1821–1879).

## Publication originale
- Duméril, 1856 : Note sur les reptiles du Gabon. Revue et Magasin de Zoologie Pure et Appliquée, Paris, ser. 2, vol. 8, p. 369-377, 417–424, 460–470 & 553–562 (texte intégral).